# Hewett Cottrell Watson
Hewett Cottrell Watson (Firbeck, 9 maggio 1804 – Thames Ditton, 27 luglio 1881) è stato un botanico inglese, che si è occupato anche di frenologia ed evoluzione.

## Biografia
Nacque a Firbeck, vicino Rotherham, Yorkshire, figlio di Holland Watson, un giudice di pace e sindaco di Congleton nel Cheshire, e sua moglie, Harriet Powell. Sua madre morì quando aveva quindici anni. Aveva sette sorelle più grandi e due fratelli più giovani e la sua infanzia è stata oscurata da un pessimo rapporto con il padre, un conservatore reazionario del cui carattere Watson stesso racconterà negli anni successivi.